# 漏洞扫描器
漏洞扫描器又稱漏洞掃描或弱點掃描，是漏洞管理的计算机程序，旨在评估和發現计算机、网络或应用程序的已知漏洞以及识别和检测防火墙、路由器、网络服务器、应用服务器等中由於错误配置或有缺陷的程序所产生的漏洞。此外漏洞扫描器還會掃描電腦上已安装的软件、open port、证书和其他主机信息並給出漏洞报告以及有关操作系统和已安装软件的详细而准确的信息，例如配置问题和系統所缺少的安全补丁。 